# Pro Sesto 1913 2022-2023
Questa voce raccoglie le informazioni riguardanti la Pro Sesto nelle competizioni ufficiali della stagione 2022-2023.

## Stagione
Nella stagione 2022-2023 la Pro Sesto allenata da Matteo Andreoletti disputa il girone A del campionato di Serie C, con 60 punti ottiene il quarto posto finale. Al termine del girone di andata è in testa con 35 punti, appaiata alla Feralpisalò, nel girone di ritorno raccoglie 10 punti in meno, mantenendo comunque un ottimo quarto posto. Disputa i Play-off, iniziando il percorso dal secondo turno nel quale pareggia (1-1) con il Renate, ma passa il turno perché meglio piazzata in campionato. Nel primo turno nazionale, terzo degli spareggi, incrocia il L.R. Vicenza, la squadra biancoazzurra vince (2-1) al Breda, ma perde il ritorno (2-0) al Menti, chiudendo la sua stagione. Miglior marcatore stagionale con il numero di maglia 98 è stato Nicolò Bruschi preso dal Fiorenzuola, che ha firmato 13 reti, delle quali 1 in Coppa Italia e 12 in campionato. Nella Coppa Italia di Serie C la Pro Sesto non supera il primo scoglio, viene eliminata (3-1) dal Renate.

## Divise e sponsor
Il fornitore tecnico per la stagione 2022-2023 è Erreà. Lo sponsor di maglia è Il gigante.
| Casa | Trasferta | Terza divisa |

## Organigramma societario
Di seguito l'organigramma dal sito internet ufficiale della società.
Area direttiva
- Presidente: Gabriele Albertini
- Vice presidente: Luca Villa
- Amministratore delegato: Mauro Ferrero
- Direttore amministrativo: Nicola Manera
- Direttore generale: Matteo Fraschini

Area organizzativa
- Revisore e Sindaco Unico: Riccardo Rapelli
- Segreteria: Gaetano Melillo, Virginia de Simio,
- Magazzinieri: Massimo Noto, Mimmo Liso

Area comunicazione
- S.L.O.: Giovanni Tanucci
- Addetto stampa: Stefano Peduzzi

Area tecnica
- Direttore sportivo: Christian Botturi
- Allenatore: Matteo Andreoletti
- Viceallenatore: Fabio Castellazzi

## Rosa
| N. |                   | Ruolo | Calciatore           |
| -- | ----------------- | ----- | -------------------- |
| 1  | Italia (bandiera) | P     | Federico Del Frate   |
| 2  | Italia (bandiera) | C     | Matteo Ferrero       |
| 3  | Italia (bandiera) | D     | Emanuele Maurizii    |
| 4  | Italia (bandiera) | C     | Tommaso Gattoni      |
| 5  | Italia (bandiera) | D     | Federico Marchesi    |
| 6  | Italia (bandiera) | D     | Fabio Della Giovanna |
| 7  | Italia (bandiera) | C     | Lorenzo Sgarbi       |
| 8  | Italia (bandiera) | C     | David Weiser         |
| 9  | Italia (bandiera) | A     | Riccardo Moreo       |
| 10 | Italia (bandiera) | C     | Felice D'Amico       |
| 11 | Italia (bandiera) | C     | Alessandro Capelli   |
| 12 | Italia (bandiera) | P     | Lorenzo Santarelli   |
| 13 | Italia (bandiera) | D     | Manuel Marzupio      |
| 14 | Italia (bandiera) | D     | Giovanni Vaglica     |

| N. |                   | Ruolo | Calciatore            |
| -- | ----------------- | ----- | --------------------- |
| 17 | Italia (bandiera) | C     | Alessandro Sala       |
| 18 | Italia (bandiera) | C     | Nicolò Radaelli       |
| 19 | Italia (bandiera) | D     | Denis Caverzasi       |
| 20 | Italia (bandiera) | A     | Riccardo Capogna      |
| 21 | Italia (bandiera) | C     | Gabriel Bianco        |
| 22 | Italia (bandiera) | P     | Federico Botti        |
| 23 | Italia (bandiera) | D     | Lorenzo Giubilato     |
| 25 | Italia (bandiera) | C     | Riccardo Boscolo Chio |
| 27 | Italia (bandiera) | A     | Erik Gerbi            |
| 28 | Italia (bandiera) | D     | Emanuele Suagher      |
| 29 | Italia (bandiera) | C     | Mattia Corradi        |
| 30 | Italia (bandiera) | D     | Dario Toninelli       |
| 33 | Italia (bandiera) | D     | Andrea Moretti        |
| 98 | Italia (bandiera) | C     | Nicolò Bruschi        |

## Risultati

### Serie C - girone A

#### Girone di andata
| Arbitro: | Andreano (Prato) |

|                                                                        |           |             |
| F. Ferrari 40’, 74’ Scarsella 51’ Rolfini 61’ Dalmonte 67’ Jimenez 88’ | Marcatori | 25’ Bruschi |

| Arbitro: | Maccarini (Arezzo) |

|                                  |           |                    |
| D'Amico 45+3’ (rig.) Bruschi 70’ | Marcatori | 13’ Gusu 41’ Cocco |

| Arbitro: | Iacobellis (Pisa) |

|  |           |                  |
|  | Marcatori | 90+4’ Antoniazzi |

| Arbitro: | Rinaldi (Bassano del Grappa) |

|  |           |                          |
|  | Marcatori | 73’ Suagher 90+1’ Bianco |

| Arbitro: | D'Eusanio (Faenza) |

|             |           |                           |
| Corradi 47’ | Marcatori | 73’ Cogliati 87’ Miracoli |

| Mantova 2 ottobre 2022 6ª giornata | Mantova          | 0 – 0 | Pro Sesto | Stadio Danilo Martelli\| Arbitro: \| E. Longo (Cuneo) \| |
| Arbitro:                           | E. Longo (Cuneo) |       |           |                                                          |

| Arbitro: | Vergaro (Bari) |

|                        |           |                 |
| Bianco 43’ Bruschi 47’ | Marcatori | 24’ S. Pezzella |

| Arbitro: | Pacella (Roma) |

|                                      |           |  |
| Besaggio 40’ Pecorino 43’ Cudrig 75’ | Marcatori |  |

| Arbitro: | Cavaliere (Paola) |

|                          |           |                |
| E. Gerbi 27’ Capelli 87’ | Marcatori | 18’ Bertolussi |

| Arbitro: | Castellone (Napoli) |

|          |           |                          |
| Comi 75’ | Marcatori | 10’ Bruschi 82’ E. Gerbi |

| Arbitro: | Djurdjevic (Trieste) |

|                  |           |             |
| Bruschi 22’, 39’ | Marcatori | 90+3’ Pitou |

| Arbitro: | Di Cicco (Lanciano) |

|               |           |             |
| Saporetti 19’ | Marcatori | 40’ Capelli |

| Arbitro: | Fiero (Pistoia) |

|                           |           |  |
| Al. Sala 25’ E. Gerbi 53’ | Marcatori |  |

| Arbitro: | Pezzopane (L'Aquila) |

|                                        |           |                                                             |
| J. Silva 4’ Baldassin 43’ Ermacora 53’ | Marcatori | 59’ M. Corradi 72’ (rig.) Bruschi 86’ Capogna 90+3’ D'Amico |

| Arbitro: | Cherchi (Carbonia) |

|                                |           |                           |
| Capogna 38’ Bruschi 65’ (rig.) | Marcatori | 30’ Pinato 70’ Candellone |

| Arbitro: | Marotta (Sapri) |

|  |           |               |
|  | Marcatori | 90+1’ Capelli |

| Arbitro: | Iannello (Messina) |

|             |           |  |
| D'Amico 50’ | Marcatori |  |

| Arbitro: | Ubaldi (Roma) |

|         |           |                          |
| Iori 8’ | Marcatori | 39’ E. Gerbi 47’ Gattoni |

| Sesto San Giovanni 17 dicembre 2022 19ª giornata | Pro Sesto                          | 0 – 0 | Feralpisalò | Stadio Ernesto Breda\| Arbitro: \| Carrione (Castellammare di Stabia) \| |
| Arbitro:                                         | Carrione (Castellammare di Stabia) |       |             |                                                                          |

#### Girone di ritorno
| Arbitro: | Scarpa (Collegno) |

|                    |           |                                                |
| Bruschi 32’ (rig.) | Marcatori | 15’, 28’, 64’ (rig.) Stoppa 42’ (rig.) Rolfini |

| Arbitro: | Angelucci (Foligno) |

|                                   |           |             |
| Cocco 61’ (rig.), 90’ Manconi 66’ | Marcatori | 34’ Bruschi |

| Arbitro: | Iannello (Messina) |

|            |           |                |
| Parigi 82’ | Marcatori | 19’ M. Corradi |

| Arbitro: | Virgilio (Trapani) |

|             |           |            |
| Capelli 37’ | Marcatori | 60’ Mangni |

| Arbitro: | Lovison (Padova) |

|  |           |             |
|  | Marcatori | 15’ Capelli |

| Arbitro: | Silvestri (Roma) |

|            |           |  |
| Bruschi 7’ | Marcatori |  |

| Arbitro: | Giaccaglia (Jesi) |

|  |           |                                |
|  | Marcatori | 78’ Capogna 83’ (rig.) Bruschi |

| Arbitro: | Petrella (Viterbo) |

|             |           |             |
| Vaglica 48’ | Marcatori | 50’ Sekulov |

| Arbitro: | Bordin (Bassano del Grappa) |

|  |           |             |
|  | Marcatori | 5’ E. Gerbi |

| Arbitro: | Gigliotti (Cosenza) |

|                         |           |                                    |
| Gattoni 7’ E. Gerbi 57’ | Marcatori | 13’ Nic. Rizzo 34’ (rig.) L. Gatto |

| Arbitro: | Kumara (Verona) |

|              |           |                                       |
| Stanzani 57’ | Marcatori | 6’ A. Sala 45’, 76’ (rig.) M. Corradi |

| Arbitro: | Ubaldi (Roma) |

|            |           |              |
| Vaglica 8’ | Marcatori | 86’ Pasquato |

| Padova 15 marzo 2023 32ª giornata | Padova               | 0 – 0 | Pro Sesto | Stadio Euganeo\| Arbitro: \| Costanza (Agrigento) \| |
| Arbitro:                          | Costanza (Agrigento) |       |           |                                                      |

| Sesto San Giovanni 19 marzo 2023 33ª giornata | Pro Sesto         | 0 – 0 | Renate | Stadio Ernesto Breda\| Arbitro: \| Sfira (Pordenone) \| |
| Arbitro:                                      | Sfira (Pordenone) |       |        |                                                         |

| Arbitro: | Fiero (Pistoia) |

|           |           |  |
| Ajeti 14’ | Marcatori |  |

| Arbitro: | Centi (Terni) |

|                           |           |           |
| Bianco 32’ E. Gerbi 90+1’ | Marcatori | 55’ Faedo |

| Arbitro: | Giaccaglia (Jesi) |

|             |           |  |
| Plescia 53’ | Marcatori |  |

| Arbitro: | Renzi (Pesaro) |

|  |           |              |
|  | Marcatori | 35’ K. Varas |

| Arbitro: | Kumara (Verona) |

|                      |           |              |
| Guerra 35’ Butic 54’ | Marcatori | 75’ E. Gerbi |

### Play-off

#### Fase a gironi
| Arbitro: | Fiero (Pistoia) |

|             |           |            |
| Capelli 63’ | Marcatori | 72’ Angeli |

#### Fase Nazionale
| Arbitro: | Arena (Torre del Greco) |

|                         |           |             |
| Capelli 56’ A. Sala 72’ | Marcatori | 88’ Ierardi |

| Arbitro: | Monaldi (Macerata) |

|                         |           |  |
| Stoppa 47’ Dalmonte 65’ | Marcatori |  |

### Coppa Italia Serie C
| Arbitro: | Diop (Treviglio) |

|                                              |           |             |
| Sorrentino 36’ S. Rossetti 53’ Larotonda 56’ | Marcatori | 90’ Bruschi |

## Statistiche

### Statistiche di squadra
| Competizione         | Punti | In casa | In casa | In casa | In casa | In casa | In casa | In trasferta | In trasferta | In trasferta | In trasferta | In trasferta | In trasferta | Totale | Totale | Totale | Totale | Totale | Totale | DR |
| Competizione         | Punti | G       | V       | N       | P       | Gf      | Gs      | G            | V            | N            | P            | Gf           | Gs           | G      | V      | N      | P      | Gf     | Gs     | DR |
| -------------------- | ----- | ------- | ------- | ------- | ------- | ------- | ------- | ------------ | ------------ | ------------ | ------------ | ------------ | ------------ | ------ | ------ | ------ | ------ | ------ | ------ | -- |
| Serie C              | 0     | 0       | 0       | 0       | 0       | 0       | 0       | 0            | 0            | 0            | 0            | 0            | 0            | 0      | 0      | 0      | 0      | 0      | 0      | 0  |
| Coppa Italia Serie C | -     | 0       | 0       | 0       | 0       | 0       | 0       | 0            | 0            | 0            | 0            | 0            | 0            | 0      | 0      | 0      | 0      | 0      | 0      | 0  |
| Totale               | 0     | 0       | 0       | 0       | 0       | 0       | 0       | 0            | 0            | 0            | 0            | 0            | 0            | 0      | 0      | 0      | 0      | 0      | 0      | 0  |

## Giovanili

### Organigramma
Area direttiva
- Responsabile: Marco Grossi

Scuola Calcio
- Responsabile scouting: Paolo Bugini
- Coordinatore area pre-agonistica: Gabriele Parolari